# Volta a Llombardia 1980
La Volta a Llombardia 1980 fou la 74a edició de la clàssica ciclista Volta a Llombardia. La cursa es va disputar el diumenge 18 d'octubre de 1980, sobre un recorregut de 255 km. El vencedor final fou el belga Alfons De Wolf, per davant d'Alfredo Chinetti i Ludo Peeters.

## Equips participants
| - Boule d'Or-Sunair-Colnago - IJsboerke-Warncke Eis - Gis Gelati - Bianchi-Piaggio - San Giacomo-Benotto - Eurobouw-Cambio Rino | - Inoxpran - Peugeot-Esso-Michelin - La Redoute-Motobécane - Hoonved-Bottecchia - Famcucine-Campagnolo |

## Classificació general
| \| Classificació general \| Classificació general \| Classificació general \| Classificació general \| Classificació general \| \| Corredor \| Corredor \| Equip \| Temps \| \| \| --------------------- \| ----------------------- \| -------------------------- \| --------------------- \| --------------------- \| \| 1r \| Alfons De Wolf \| Boule d'Or-Studio Casa \| 7h 08' 00" \| \| \| 2n \| Alfredo Chinetti \| Inoxpran \| + 0" \| \| \| 3r \| Ludo Peeters \| IJsboerke-Warncke Eis \| + 0" \| \| \| 4t \| Theo de Rooij \| IJsboerke-Warncke Eis \| + 1' 25" \| \| \| 5è \| Hennie Kuiper \| Peugeot-Esso-Michelin \| + 1' 25" \| \| \| 6è \| Roberto Ceruti \| Gis Gelati \| + 1' 25" \| \| \| 7è \| Jean-Luc Vandenbroucke \| La Redoute-Motobécane \| + 2' 32" \| \| \| 8è \| Silvano Contini \| Bianchi-Piaggio \| + 2' 32" \| \| \| 9è \| Wladimiro Panizza \| Gis Gelati \| + 2' 32" \| \| \| 10è \| Mario Beccia \| Hoonved-Bottecchia \| + 3' 20" \| \| \| 11è \| Graham Jones \| Peugeot-Esso-Michelin \| + 7' 58" \| \| \| 12è \| Francesco Masi \| Mobili San Giacomo-Benotto \| + 7' 58" \| \| \| 13è \| Ferdinand Van Den Haute \| La Redoute-Motobécane \| + 9' 57" \| \| \| 14è \| Corrado Donadio \| Famcucine-Campagnolo \| + 9' 57" \| \| \| 15è \| Jacques Bossis \| Peugeot-Esso-Michelin \| + 9' 57" \| \| \| 16è \| Pascal Simon \| Peugeot-Esso-Michelin \| + 10' 17" \| \| \| 17è \| Yvan Lamote \| Eurobouw-Cambio Rino \| + 17' 00" \| \| |                         |                            |            |
| |                         |                            |            |
| Fonts: ProCyclingStats Cycling Archives |                         |                            |            |
| Classificació general |                         |                            |            |
| Corredor | Corredor                | Equip                      | Temps      |
| 1r | Alfons De Wolf          | Boule d'Or-Studio Casa     | 7h 08' 00" |
| 2n | Alfredo Chinetti        | Inoxpran                   | + 0"       |
| 3r | Ludo Peeters            | IJsboerke-Warncke Eis      | + 0"       |
| 4t | Theo de Rooij           | IJsboerke-Warncke Eis      | + 1' 25"   |
| 5è | Hennie Kuiper           | Peugeot-Esso-Michelin      | + 1' 25"   |
| 6è | Roberto Ceruti          | Gis Gelati                 | + 1' 25"   |
| 7è | Jean-Luc Vandenbroucke  | La Redoute-Motobécane      | + 2' 32"   |
| 8è | Silvano Contini         | Bianchi-Piaggio            | + 2' 32"   |
| 9è | Wladimiro Panizza       | Gis Gelati                 | + 2' 32"   |
| 10è | Mario Beccia            | Hoonved-Bottecchia         | + 3' 20"   |
| 11è | Graham Jones            | Peugeot-Esso-Michelin      | + 7' 58"   |
| 12è | Francesco Masi          | Mobili San Giacomo-Benotto | + 7' 58"   |
| 13è | Ferdinand Van Den Haute | La Redoute-Motobécane      | + 9' 57"   |
| 14è | Corrado Donadio         | Famcucine-Campagnolo       | + 9' 57"   |
| 15è | Jacques Bossis          | Peugeot-Esso-Michelin      | + 9' 57"   |
| 16è | Pascal Simon            | Peugeot-Esso-Michelin      | + 10' 17"  |
| 17è | Yvan Lamote             | Eurobouw-Cambio Rino       | + 17' 00"  |